# A10-es autópálya (Ausztria)

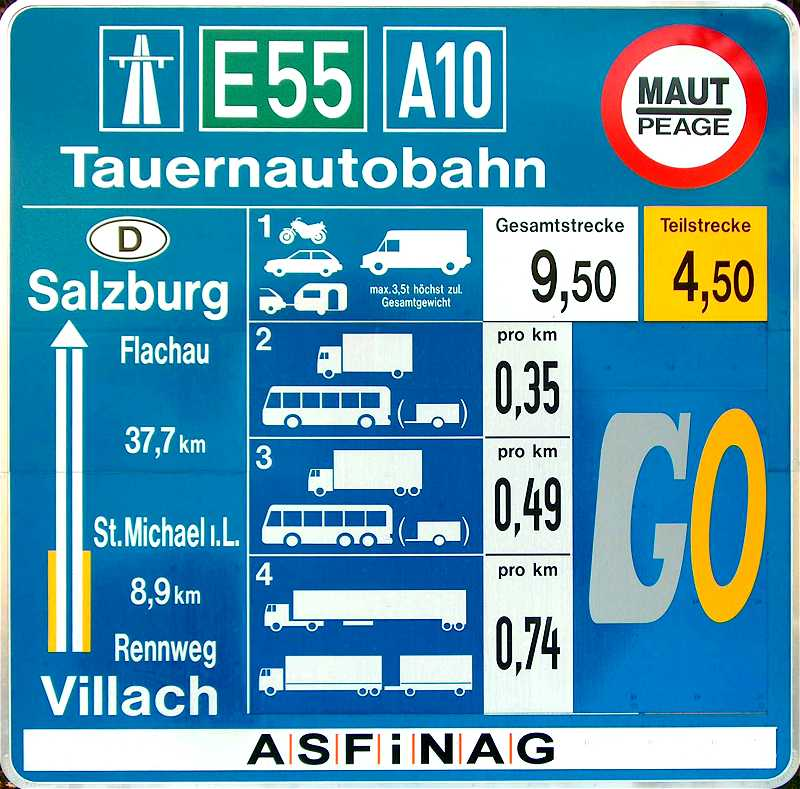
Díjszedési információs tábla

Az A10-es autópálya (németül: Tauern Autobahn) egy autópálya Ausztriában. Az autópálya az A1-es salzburgi csomópontjánál kezdődik, és a villachi A2-es–A11-es találkozásig ér, ezzel összeköttetést biztosít Németországgal – Ausztrián át – mind a szlovén, mind a volt jugoszláv, valamint a balkáni úthálózattal.
A 192 km hosszú pályából 24 km tizenkét alagútban vezetett, a legismertebb a Tauern alagút (a második alagútcső építés alatt) és a Katschberg alagút.
Zajvédelem céljából 22 és 5 óra között a teljes autópályán 110 km/h-s sebességkorlátozás van életben.

## Története
A pontos nyomvonalvezetése a Tauern autópályának 1938–1942 között kijelölésre került. Az első kapavágás 1939. május 15-én Salzburgnál és Spittalnál, a Wolfsberg alagútnál és számtalan rávezető útnál megtörtént. 1942-ben a második világháború leállította az építkezést.
1958-ban az idegenforgalom emelkedése miatt leporolták a terveket. A technológia és az autópálya-építések fejlődése egyes helyeken a tervek felülvizsgálatát eredményezte. 1968-ban a nyomvonalat hivatalosan is felvették az autópályák listájára. „Tauernautobahn AG (TAAG)” néven részvénytársaság alakult az építésére.
A legnagyobb kihívást az Alsó Tauern és a Katschberg szakasz jelentette, amit 1971. január 28-án kezdtek el. Itt a Keleti-Alpokban 6,4 km hosszú Tauern-alagutat és egy 5,4 km hosszú Katschberg alagutat kellett átvezetni. 1974-ben a teljes északi szakaszt a Katschberg alagúttal együtt forgalomba helyezték. Az autópálya építése amiatt is sürgőssé vált, mert a Salzburg és Altermarkt közötti 63 km-es szakaszon ment az úgynevezett „vendégmunkásút” egy szakasza, amely Altermarktól Leoben és Graz felé folytatódott, és hatalmas forgalmi dugókat és problémákat okozott az útmenti települések életében.
1975. május 16-án súlyos szerencsétlenség történt Gmündtől délre: 11 ember zuhant 50 m-es mélységbe, egy túlélőt megtaláltak.
1980. június 28-án nyitották meg a déli pályát, 12 km hosszan, 254, esetenként 83,7 méter magas pillérekkel. A Pressingberg átvezetés a maga idején a 2,6 km-es hosszával a leghosszabb feszített hídja volt Európának. Ezzel a 146,5 km hosszú szakasz Salzburg és Spittal között elkészült. 1983-ban a pályát a Dráva völgyében Villachig meghosszabbították.
Ma ez a pálya az A13 és a A9 autópályák mellett a legfontosabb észak–déli átjáró, erős turisztikai forgalommal, nyaranta gyakran dugókkal.

## 160 km/h
2006. május 2. és június 30. között az autópályán Spittal és Paternion között a sebességet – kísérleti célból – 160 km/h-ra emelték, és tesztszakaszt hoztak létre. A sebességet szakaszonként ellenőrizték. Csak 5 és 22 óra között, megfelelő feltételek mellett működött. Ha a körülmények nem feleltek meg, csökkentették a sebességet, rossz időjárási körülmények között akár 80 km/h-ra is. Az éjszakai 110 km/h sebességkorlátozás fennmaradt. 2006. november 6-tól indult a 2 hónapos, hideg évszakos újabb teszt.
A tesztszakasz célja a 130 km/h-nál magasabb kontrollált és rugalmas sebességalkalmazás vizsgálata volt, magasabb biztonság és kevesebb baleset mellett. A terv az akkori közlekedési minisztertől, Hubert Gorbachtól származik. A kísérleti szakaszt folyamatos kritika érte, erős volt az ellenállás az akkori környezetvédelmi miniszter részéről is. Az új közlekedési miniszter, Werner Faymann idején a program már nem folytatódott.

## Érdekességek
- A millstatti csomópontban északi irányból a lehajtás a belső (gyorsító)sávból nyíló és a balpálya alá bukó ággal történik.
- A B99 (németül: Katschberg Straße) rennwegi szakaszáról tárul fel igazán a pilléreken álló autópálya szépsége.
- Az Alpok kettéosztja időjárásilag az autópályát is, ilyenkor jön létre a főn.
- Az A10-es és az A10-es lendorfi ága köti össze a Mölltal gleccsert a Katschberggel, egy turisztikai régiót alkotva.

## Galéria

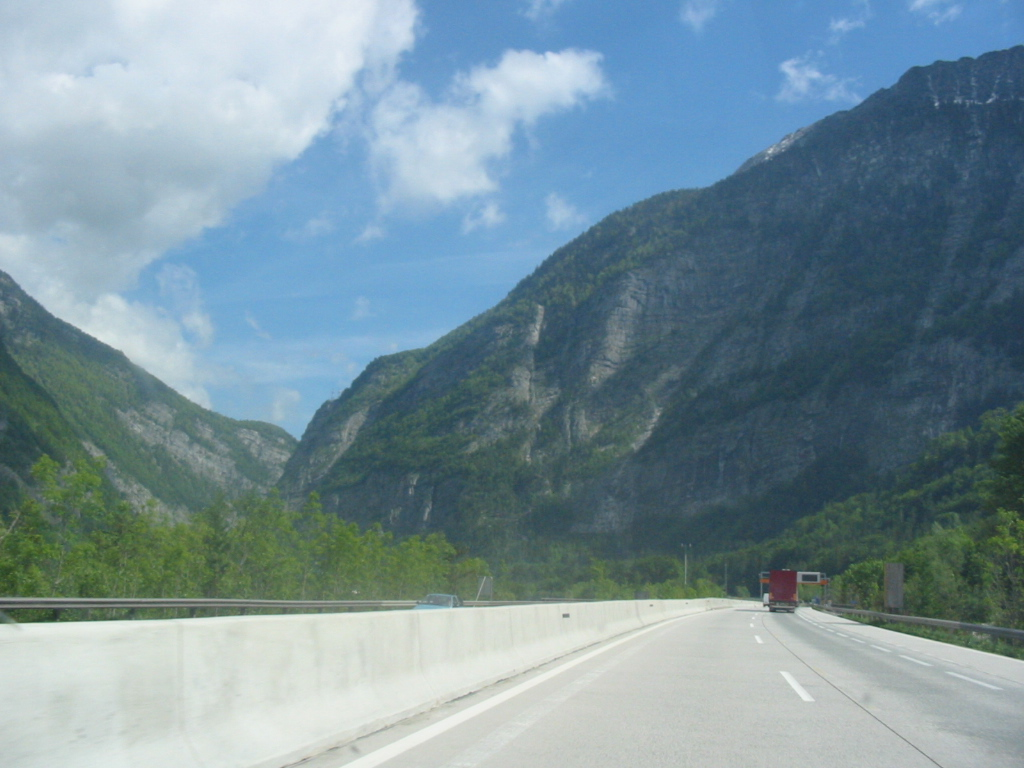
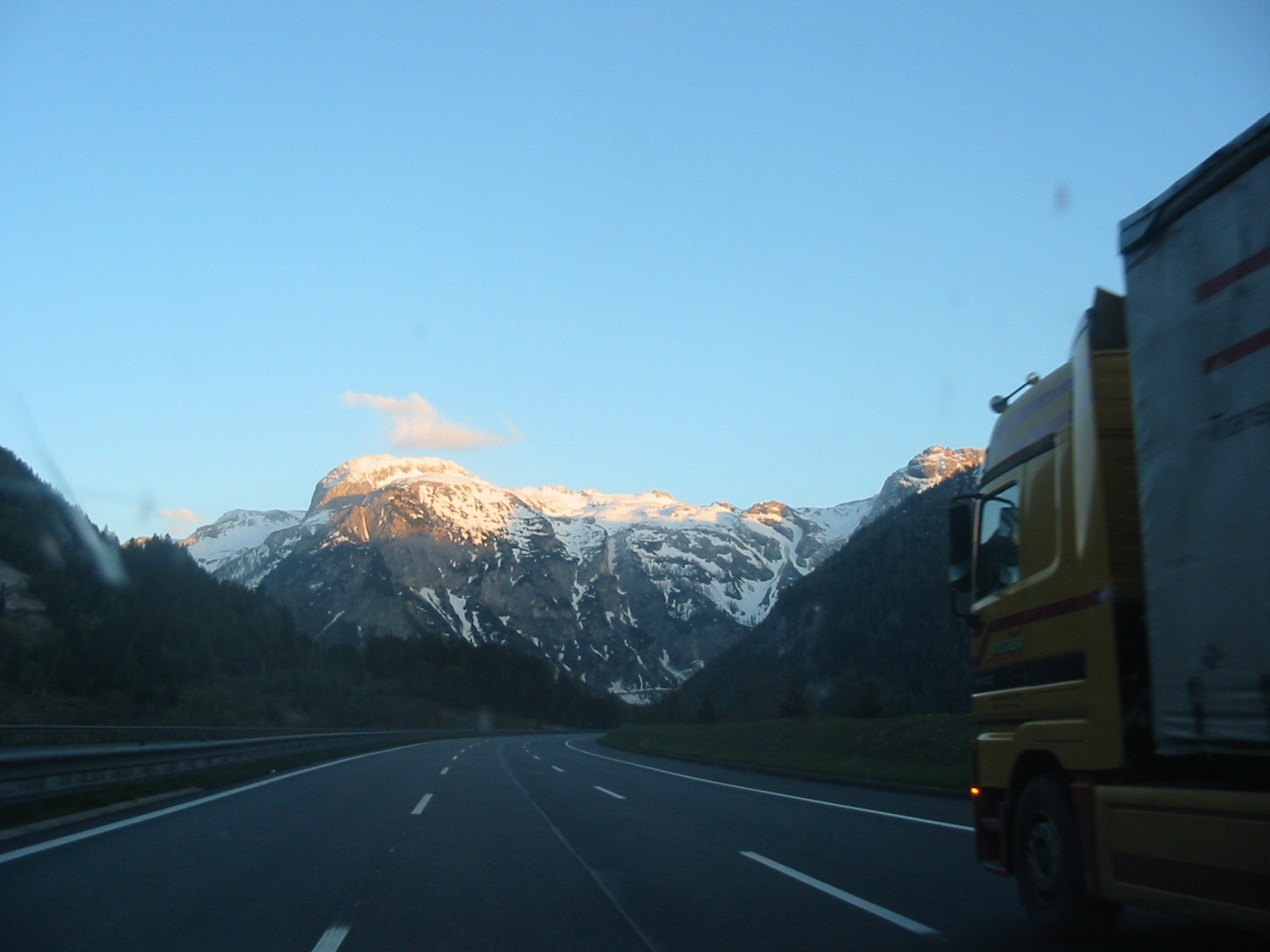

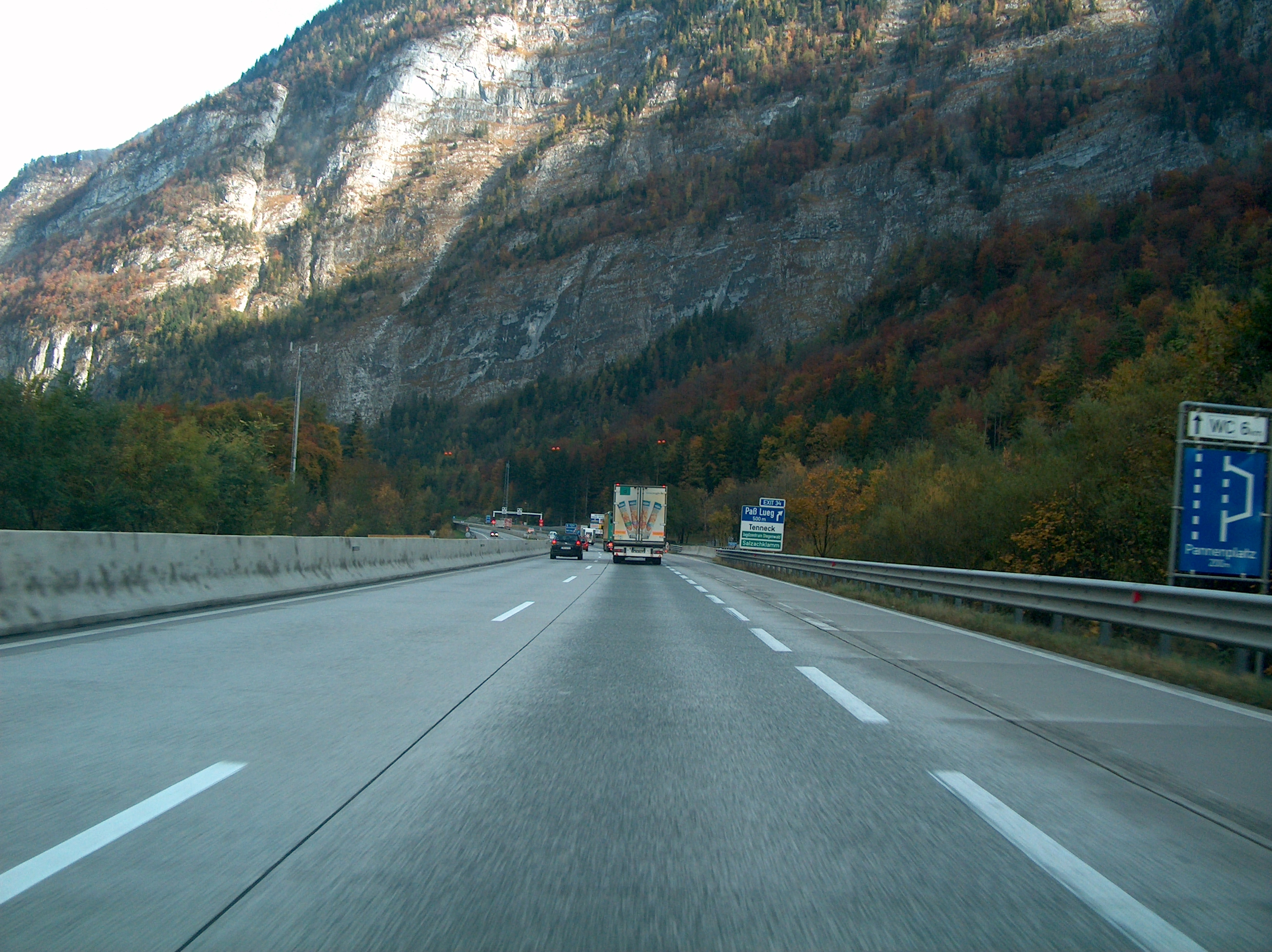
Pass Luegnél
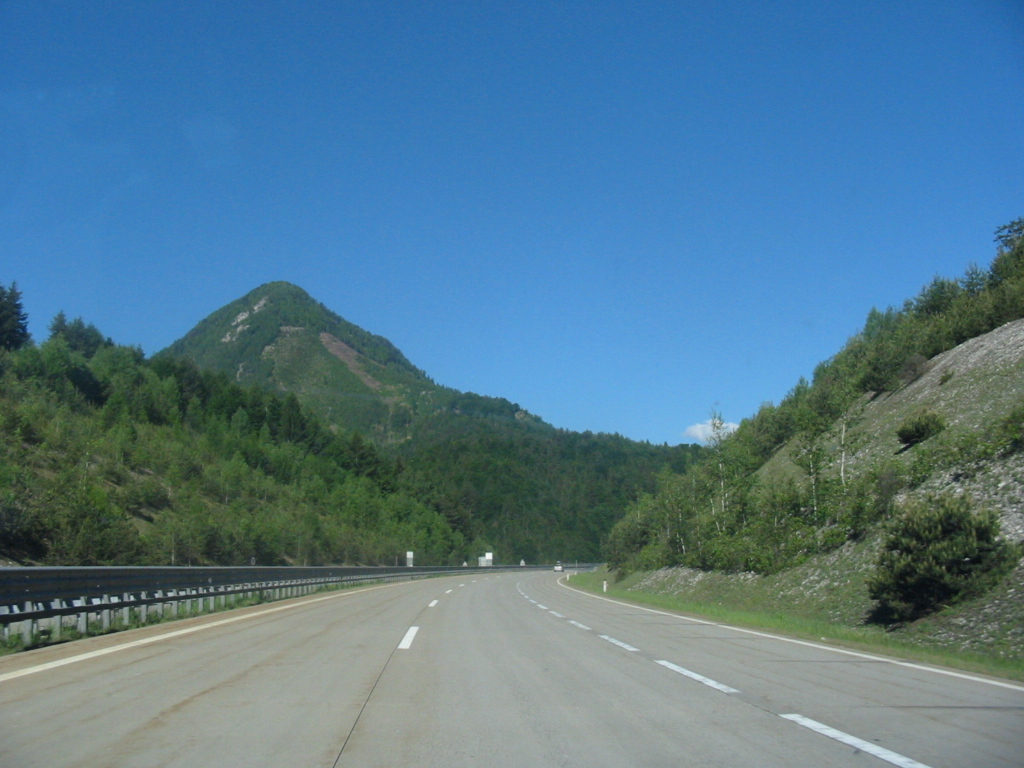
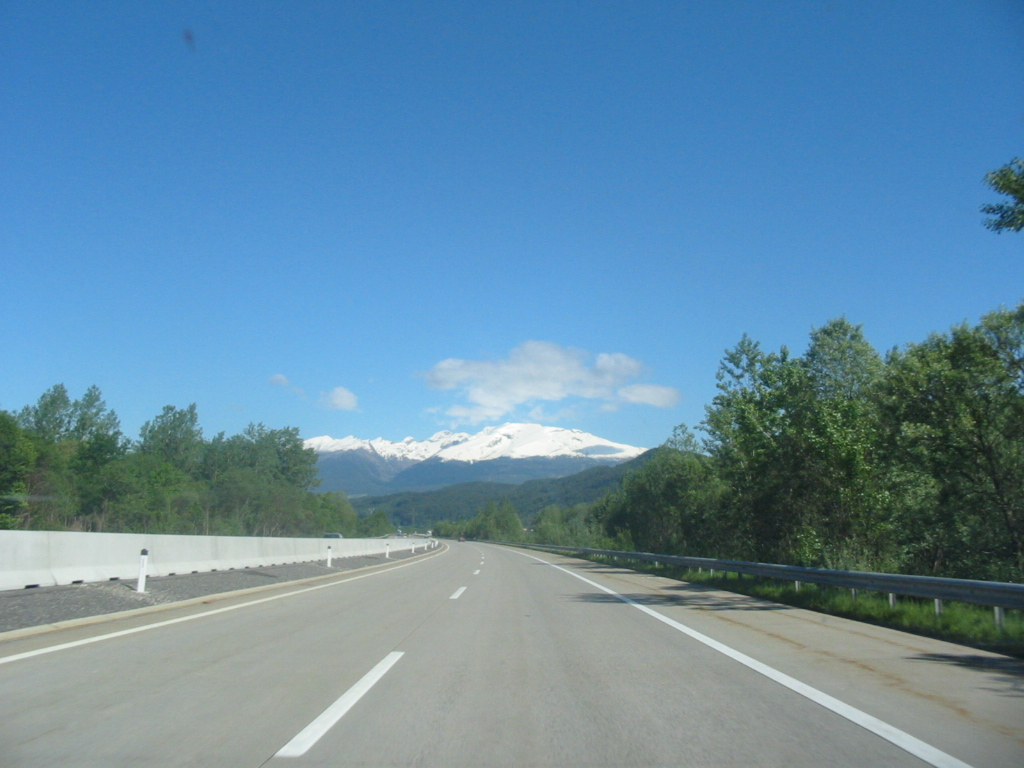
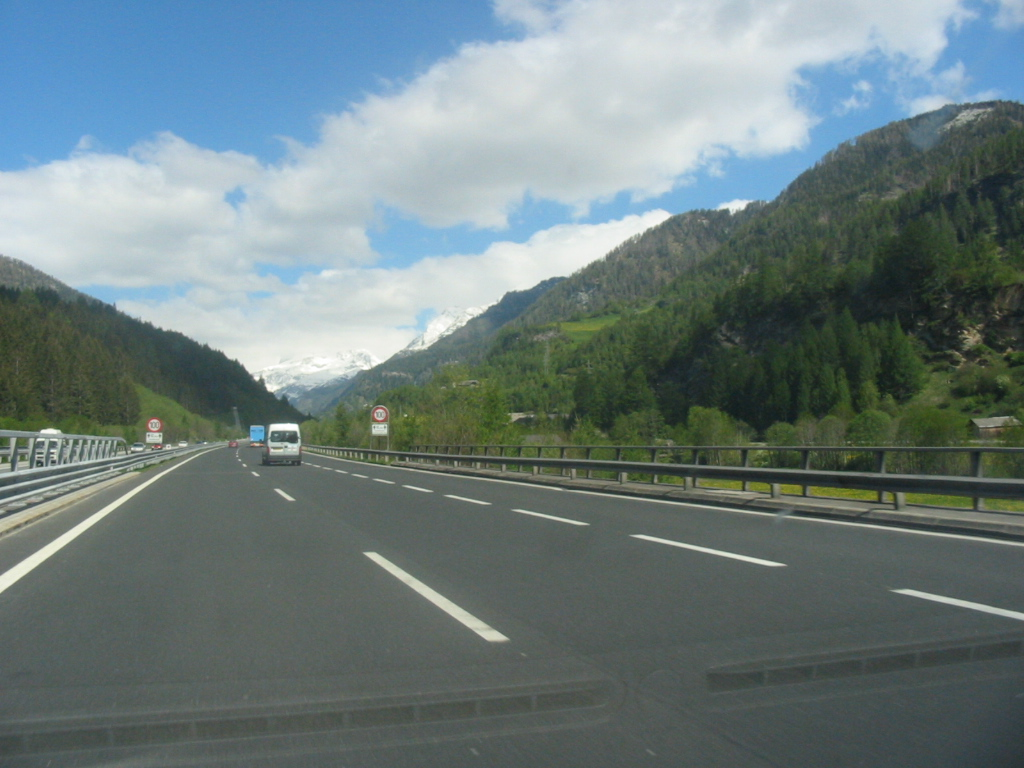
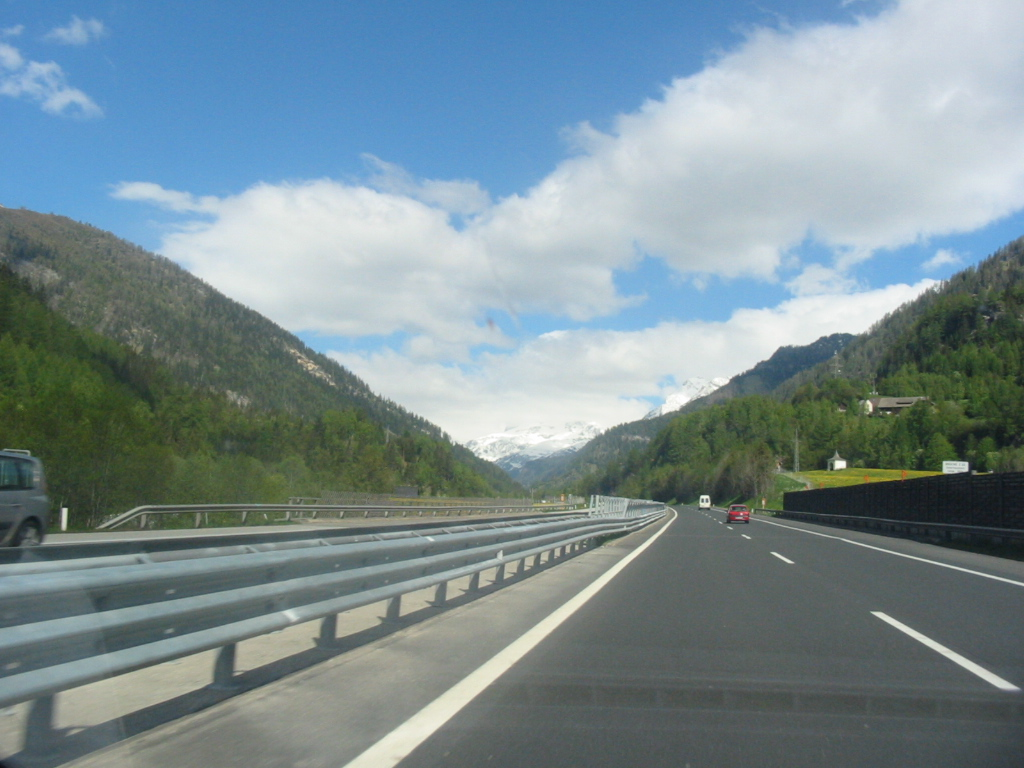
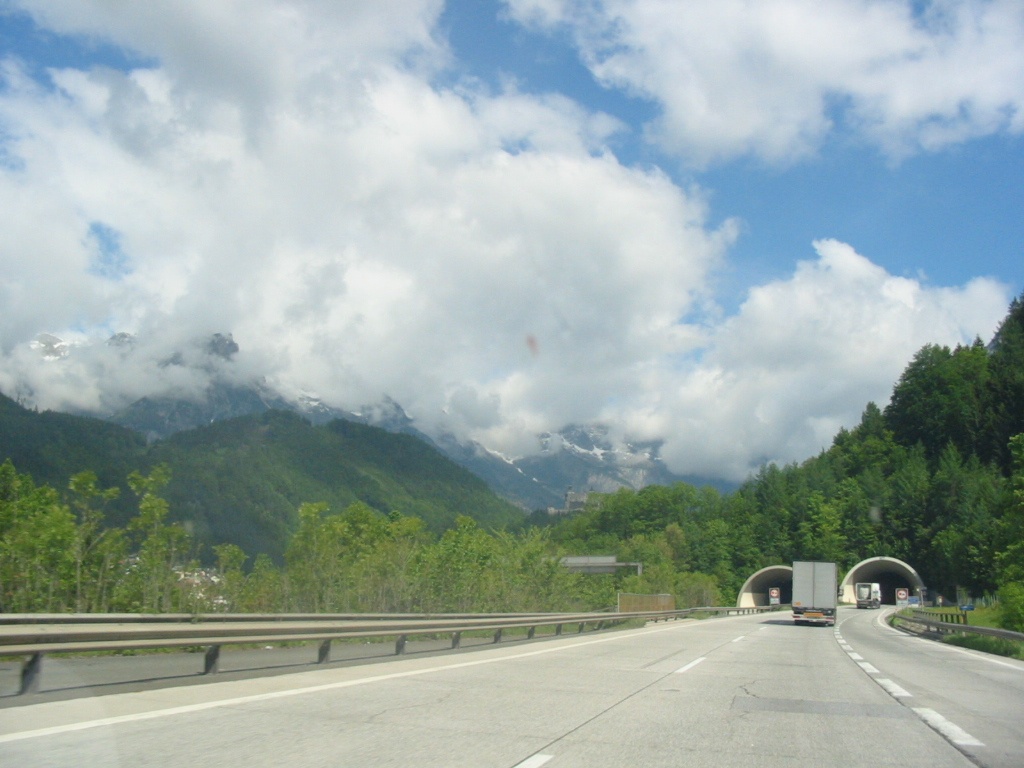

## Fordítás
- Ez a szócikk részben vagy egészben az Tauern Autobahn című német Wikipédia-szócikk fordításán alapul.  Az eredeti cikk szerkesztőit annak laptörténete sorolja fel. Ez a jelzés csupán a megfogalmazás eredetét és a szerzői jogokat jelzi, nem szolgál a cikkben szereplő információk forrásmegjelöléseként.

## Külső hivatkozások
- A Wikimédia Commons tartalmaz A10-es autópálya témájú kategóriát.
- Európa autópályái - Az A10-es csomópontjai, pihenőhelyei és hídjai